# La Mort, entre autres
La Mort, entre autres (The One From the Other) est un roman policier historique de Philip Kerr paru en 2006, avec comme héros, dans sa quatrième apparition, le détective Bernhard Gunther.

## Résumé

### Prologue: 1937
En 1937, Bernhard Gunther, surnommé « Bernie », déjà détective privé, est envoyé en mission par la Gestapo (alors qu'il ne fait pas partie de cet organisme ni du Parti nazi) en Palestine mandataire. Il doit notamment espionner un certain Adolf Eichmann ainsi que son chef, Herbert Hagen, lesquels ont été mandatés par leur service, le SD, pour étudier la possibilité d'une émigration massive des Juifs allemands vers cette contrée.

### Intrigue principale: 1949
En 1949, Bernie a survécu à la Seconde Guerre mondiale malgré de longs mois dans les camps soviétiques de prisonniers de guerre allemands, où il a appris le russe. Sa femme Kirsten est gravement malade et il essaie tant bien que mal de gérer l'hôtel de celle-ci, à Dachau, dans les environs de Munich. Un officier américain, Jacobs, qui croit reconnaître Bernie, débarque un jour avec un prisonnier, ancien responsable du camp de concentration voisin, afin de déterrer un trésor enfoui dans le jardin de l'hôtel. 
Kirsten meurt peu après et Bernie reprend son travail de détective, principalement des recherches de personnes, rendues nécessaires en cette période d'après-guerre.
Une belle et mystérieuse cliente, Britta Warzok, le charge de s'informer si son mari, Friedrich Warzok, est encore en vie, car, catholique pratiquante, elle désire se remarier et ne peut le faire si elle est toujours son épouse. Par l'intermédiaire de l'Église catholique, Bernie découvre alors les réseaux d'exfiltration nazis et l'organisation ODESSA qui se chargent de fournir de faux papiers aux fugitifs et de les acheminer vers l'accueillante Argentine. Il s'avère que Warzok a été un tortionnaire dans le camp de Lemberg-Janowska. Pour prix de sa curiosité, Bernie est attaqué, enlevé, menacé, battu, et on lui coupe un doigt.
Le médecin qui le soigne, le Dr Henkell, l'invite à venir se reposer dans une maison qu'il possède à la montagne, à Garmisch-Partenkirchen, où Bernie se lie avec un patient en fauteuil roulant, Eric Gruen. Or Bernie et Gruen se ressemblent beaucoup physiquement. Gruen apprend que sa très riche mère, avec qui il était brouillé, est morte. En profitant de cette ressemblance, Bernie propose de prendre l'identité de son nouvel ami et d'aller s'occuper de l'héritage - des millions - à Vienne.
Mais les forces alliées semblent à la poursuite de Gruen, alias Bernie.

## Galerie

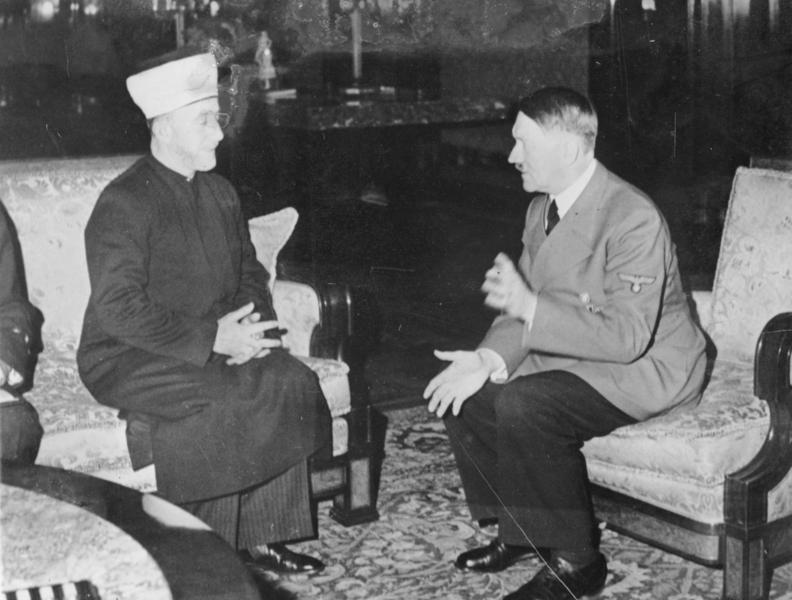
Mohammed Amin al-Husseini et Hitler
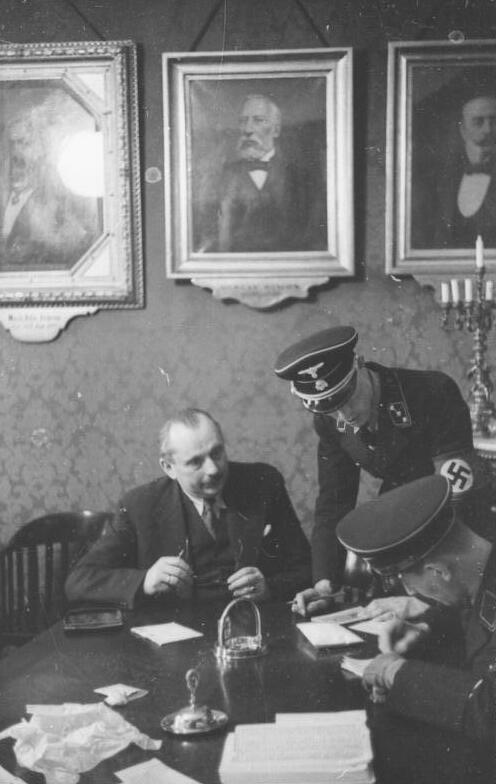
Eichmann (assis, de dos), Hagen (debout) et Löwenherz à Vienne en 1938
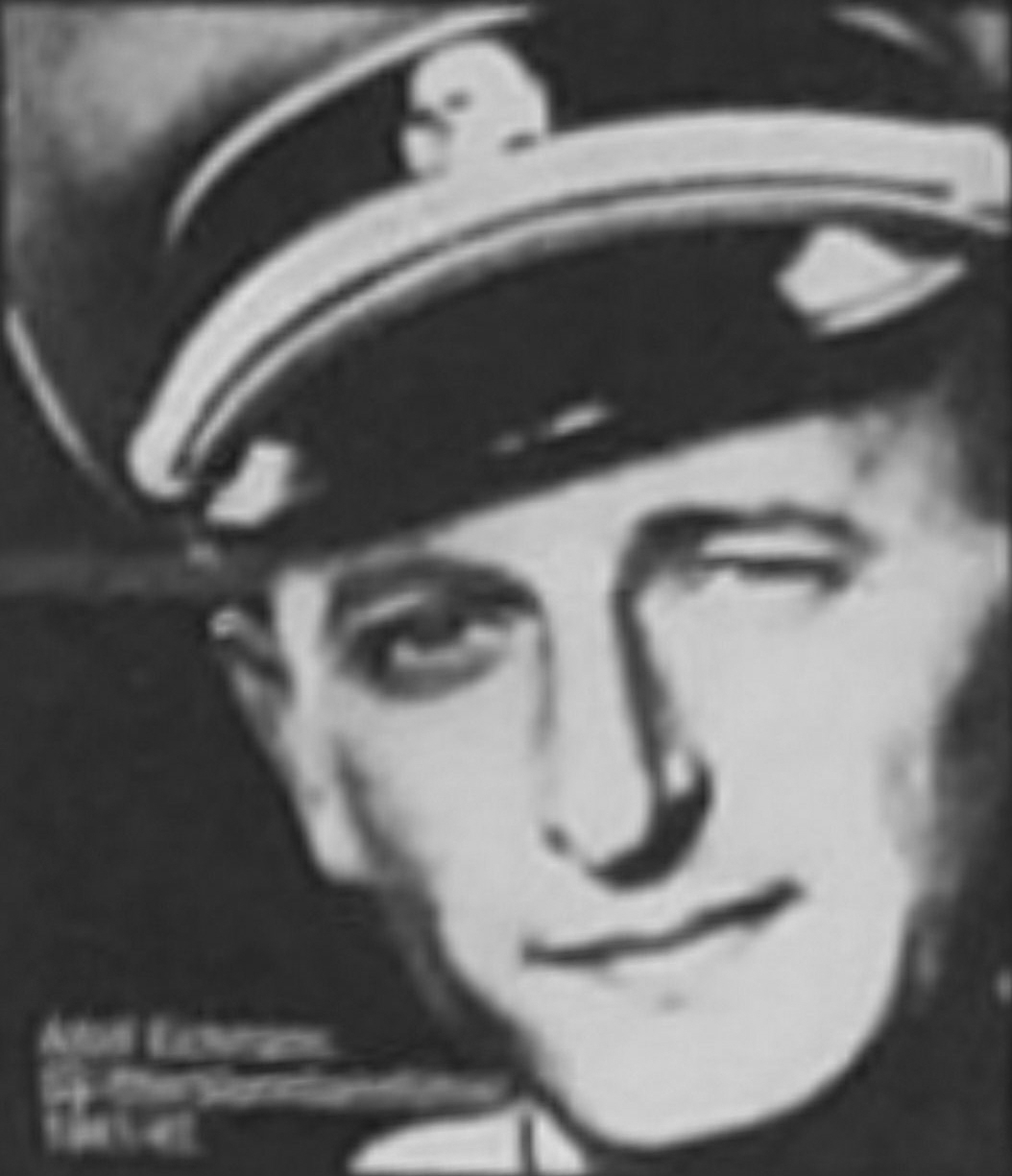
Eichmann en uniforme SS
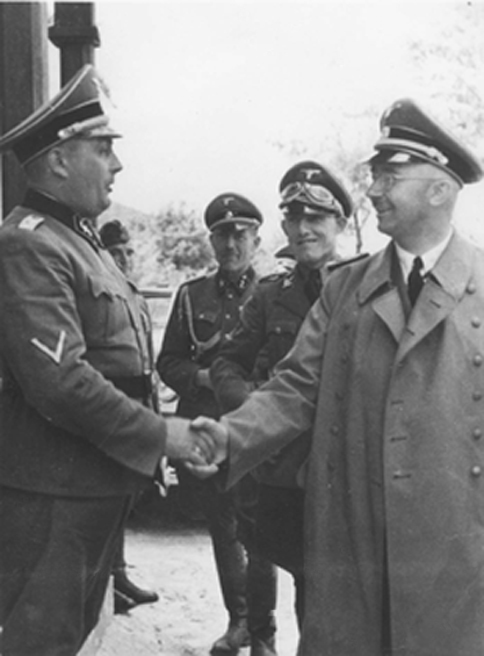
Warzok, Katzmann et Himmler au camp de concentration de Janowska
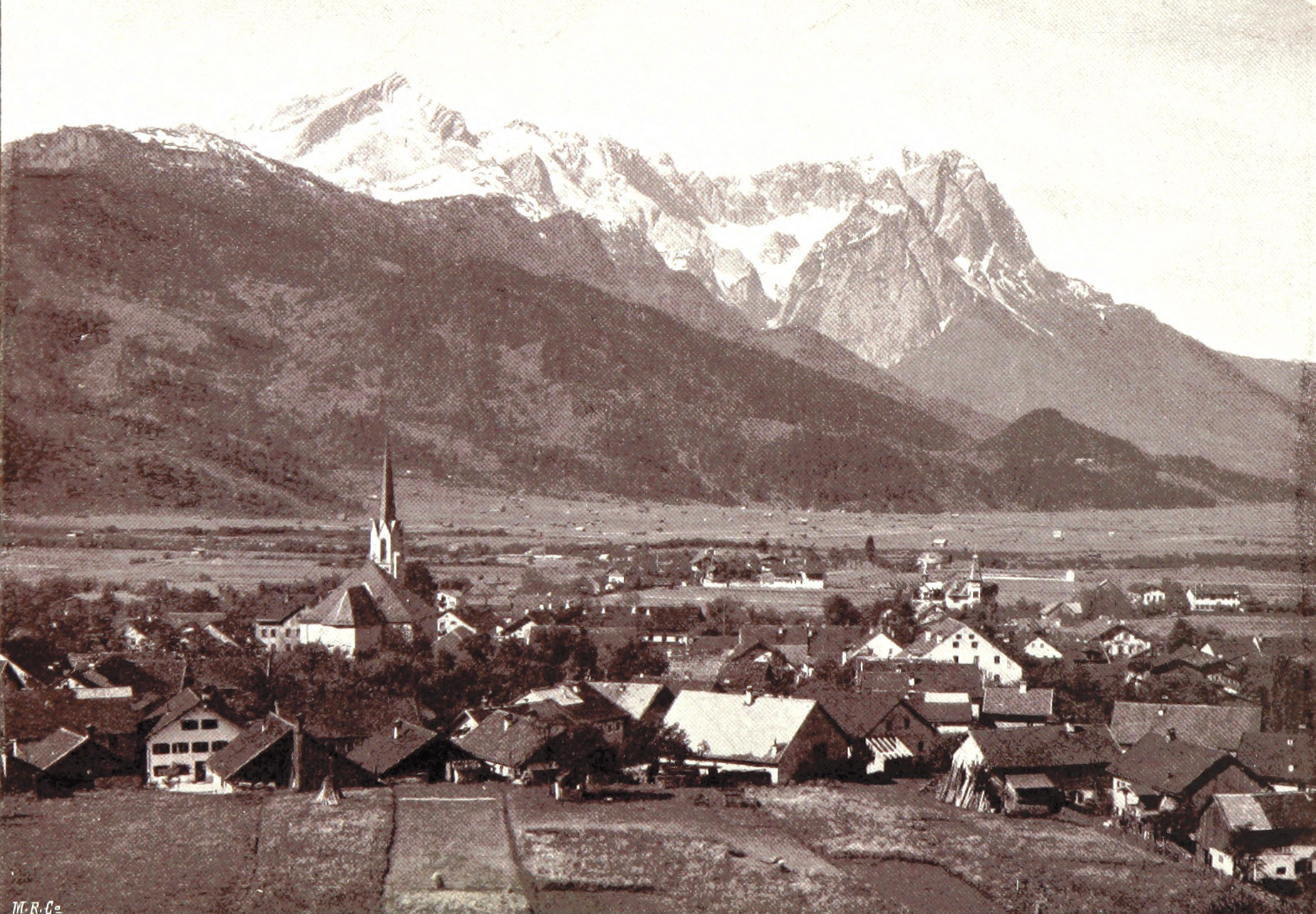
Garmisch-Partenkirchen

## Récompense
- Prix du polar européen 2009[2]